# Mitu
Mitu és un gènere d'ocells de la família dels cràcids (Cracidae). Aquests curaçaos habiten a àrees de selva humida de la zona neotropical.

## Llistat d'espècies
Se n'han descrit quatre espècies dins aquest gènere:
- Hoco d'Alagoas (Mitu mitu). Espècie extinta a la natura.
- Hoco de Salvin (Mitu salvini).
- Hoco beccurt (Mitu tomentosum).
- Hoco becgròs (Mitu tuberosum).